# Персонажи вселенной View Askewniverse
Персонажи вселенной View Askewniverse

## Клерки(1994)

### Данте Хикс (Dante Hicks)
Данте Хикса играет Брайан О’Халлоран. Ему 22 года (33 в Клерках 2), работает продавцом в магазине «Быстрая остановка», находящемся в городе Леонардо, штат Нью-Джерси, и живёт со своими родителями. Он часто соглашается работать в свои выходные и любит предаваться философским разговорам о Звёздных войнах со своим лучшим другом Рэндэлом Грэйвзом, который работает в смежном видеомагазине «RST».
Данте непрерывно достают Джей и молчаливый Боб, два торговца наркотиками, которые слоняются перед магазином весь день и часто что-нибудь из него воруют.
У Хикса существуют проблемы с его девушкой Вероникой, из-за того что он узнаёт что она делала минет 37-и различным мужчинам, включая его. В то же время Данте страстно увлечён экс-подругой Кэйтлин Бри. В конце концов, он остаётся один.
В Клерках 2, Данте и Рэндэл вынуждены работать в ресторане быстрого обслуживания «Муби» после того, как Рэндэл случайно сжёг «Быструю остановку», забыв выключить кофейник.
Во второй части Хикс планирует переехать во Флориду со своей невестой Эммой, но в итоге бросает её ради своего босса Бекки и остаётся в Нью-Джерси.

### Рэндэл Грэйвз (Randal Graves)
Рэндэла Грэйвза играет Джефф Андерсон. Он работает продавцом в видеомагазине «RST».
Рэндэл — пример типичного бездельника: он работает на бесперспективной работе, на которую опаздывает каждый день, и не испытывает уважения к клиентам. Его жизнь сосредоточена на фильмах, видеоиграх и порнографии. Рэндэл периодически закрывает магазин в рабочее время, чтобы поболтать с его лучшим другом Данте Хиксом.
Рэндэл связан с Броуди Брюсом из Лоботрясов, у них общий кузен Уолтер, который известен тем, что занимается причудливыми половыми актами, таким как мастурбация на терпящем крах самолёте, и в итоге сломавший шею, пытаясь засунуть свой половой член себе в рот. Броуди и Рэндэл также рассказывают истории об их бабушке. Броуди однажды упомянул, что она стала лесбиянкой в свой шестидесятый день рождения, в то время как Рэндэл упомянул, что она использовала расовые оскорбления в его сторону, когда он был ребёнком.
Поведение Рэндэла время от времени кажется противоречивым, например, он говорит, что ненавидит людей, но в то же время любит социальные сборы. Несмотря на его грубость, Рэндэл действительно заботится о своём лучшем друге Данте. Он даже как-то сказал экс-подруге Данте Кэйтлин: «Эй, Кэйтлин, разобьёшь его сердце снова, и я убью тебя. Ничего личного».
Отношения с девушками у него, мягко говоря, не складываются, его экс-подруги были впоследствии так сыты по горло мужчинами, что они стали лесбиянками.
Любимая группа Рэндэла King Diamond, он поклонник романа Над пропастью во ржи, трилогии Звёздные войны и Бродячая опасность и опасные бродяги, презирает фильмы Властелин колец и Трансформеры.

### Вероника Лоурен (Veronica Loughran)
Веронику играет Мэрилин Гильотти. Это девушка Данте в Клерках, она ходит в колледж и часто предпринимает попытки уговорить Данте оставить свою бесперспективную работу. Напряжённые отношения возникают между ними во время беседы о сексуальных отношениях, когда Данте признаётся, что занимался сексом с 12 различными женщинами (включая Веронику), а Вероника рассказывает что, делала минет 37-и различным мужчинам (включая Данте). Отношения заканчиваются после того, как Рэндэл рассказал Веронике в видеомагазине, что Данте бросает её, чтобы вернуться к Кэйтлин, несмотря на то, что Данте пересмотрел это решение.

### Уиллэм Блэк (Willam Black)
Уиллэма Блэка в Клерках и Джей и Молчаливый Боб наносят ответный удар играл монтажёр фильмов «View Askew Productions» Скотт Мосье, а в Лоботрясах Итан Сапли. Уиллэм упоминается другими персонажами Вселенной как «слабоумный взрослый ребёнок», главным образом из-за его ограниченного интеллекта и поведения (застеклённые глаза, неопрятные волосы и борода, и нехватка координации). У Уиллэма есть странная сексуальная склонность, которая называется «Игра в снежки», благодаря чему он получил прозвище Снежок.

### Кэйтлин Бри (Caitlin Bree)
Кэйтлин Бри играет Лиза Спунхауэр. Она бывшая девушка Данте. Они оба хотят возобновить их отношения. В конце фильма она занимается сексом с трупом в туалете магазина, в котором нет света, думая, что это Данте. После чего её отправляют в психиатрическую больницу.
В В погоне за Эми у Кэйтлин и Алиссы Джонс были гомосексуальные отношения, которые включали фистинг.
В комиксе Клерки: Праздничный выпуск Данте навещает Кэйтлин в психиатрической больнице, расположенной в городке Мальборо, Нью-Джерси.
В незаконченном фильме Кевина Смита «Жизни супермена», губернатора зовут Кэйтлин Бри. Но нет подтверждения, что это та же самая Бри из «Клерков».
Смит назвал Бри в честь своего любимого персонажа сериала Деграсси Кэйтлин Райан.

### Джули Дайер (Julie Dwyer)
Джули Дайер впервые упомянута в «Клерках» как давняя школьная подруга Данте и Рэндэла, которая утонула в бассейне YMCA. В Лоботрясах Дайер говорят, что камера добавляет 10 фунтов, после чего она начинает упорные тренировки перед своим появлением в телевикторине «Правда или свидание», что в итоги и приводит к её смерти. Она упоминается в В погоне за Эми как подруга Алиссы Джонс.

### Рик Деррис (Rick Derris)
Рик Деррис старший брат Джея, его играл Эрнест О'Доннел друг детства Кевина Смита.
В Лоботрясах упоминается случай, когда Деррис и Гвен Тёрнер занимались сексом на бильярдном столе для пула в костюмах героев фильма Полицейский и бандит. А также рассказывается как Рик и его друг Кохи Лондон занимались сексом втроём со старшей сестрой Алиссы Джонс Хизер, когда учились в школе.

### Старик (Old Man)
Старика играет Эл Берковиц. Старик уговаривает Данте воспользоваться туалетом в магазине, который обычно используется только сотрудниками, берёт с собой мягкую туалетную бумагу и порнографический журнал. Он умирает от сердечного приступа, занимаясь мастурбацией. Свет в уборной выключается автоматически в 17:14 по неизвестным причинам. В результате Кэйтлин Бри занимание сексом с трупом старика, принимая его за Данте.

### Представитель «Чювлиз» (Chewlies Representative)
Представителя «Чювлиз» играет Скотт Шиаффо. Он покупает чашку кофе у Данте и просит его разрешения выпить её около прилавка. Позже, он провоцирует небольшую демонстрацию в магазине, показывая клиентам поражённое раком лёгкое, предлагая вместо сигарет купить жвачку «Чювлиз», называет Данте торговцем рака и призывает клиентов бросить сигареты в него. Восстание остановлено Вероникой, которая опрыскивает всех из огнетушителя.

### Русский металлист Олаф (Olaf the Russian Metalhead)
Олафа играет Джон Генри Вестхэд. Представлен Джеем как русский кузен молчаливого Боба, он из Москвы и очень плохо говорит на английском, но если верить Джею, он руководит хеви-метал группой в России и надеется дать концерт в Нью-Йорке. В фильме часто звучит песня Олафа «Берсеркер». Футболку с названием песни носит Джей в Джей и молчаливый Боб наносят ответный удар.

## Лоботрясы(1995)

### Броуди Брюс (Brodie Bruce)
Броуди Брюса играет Джейсон Ли. Безработный, одержимый комиксами, играющий в «Sega» бездельник, живущий с родителями и испытывающий недостаток зрелости. Со слов Кевина Смита прообразом этого героя был Уолт Фланаган. Броуди назван в честь главного героя фильма Челюсти (любимый фильм Смита), в то время как его фамилия, Брюс, была прозвищем, данным на съёмочной площадке Челюстей механической модели акулы.
Его подруга Рене Мосье (Шеннен Доэрти) расстаётся с ним в начале фильма и даёт ему письмо, объясняющее все причины разрыва. В конце фильма они снова сошлись, а также упоминается, что он продолжал вести шоу «Сегодня вечером» с Рене, являющейся лидером его группы и полюбившейся его матери, с которой он раньше очень боялся её познакомить. Он появляется в эпизоде в Джей и молчаливый Боб наносят ответный удар, где он владеет своим собственным магазином комиксов «Секретный притон Джея и молчаливого Боба».
Броуди имеет родственные связи с Рэндэлом Грэйвзом из Клерков. У них общий кузен Уолтер, а также сумасшедшая бабушка.

### Рене Мосье (Rene Mosier)
Рене Мосье играет Шеннен Доэрти. Девушка Броуди.

### Шэннон Хэмилтон (Shannon Hamilton)
Шэннона Хэмилтона играет Бэн Аффлек. Шэннон — менеджер магазина модной мужской одежды, заклятый враг Броуди Брюса, местный лоботряс и один из главных героев фильма. Шэннон встречается с экс-подругой Брюса Рене Мосье. Хэмилтон бьёт Броуди, рассказывая при этом, как ему нравится утешать девушек, которые расстались со своими парнями и разводить их «на секс в неудобное место». Триция Джонс признаётся, что занималась сексом с Шэнноном для исследования, которые нужны ей для написания книги «Борегазм: Исследования сексуального мастерства мужчины 90-х». Она даже записала на видеоплёнку их секс. Во время телевикторины «Правда или свидание» Броуди объявляет о своей любви к Рене, и в тот момент, когда Шэннон пытается ударить Брюса молчаливый Боб включает видео с сексом Хэмилтона и Триции на большом экране. Когда Брюс говорит полиции, что Джонс 15 лет, Хэмилтона арестовывают, на что он возражает, говоря «Я думал, что ей 36!». В конце фильма говорится, что «Шэннон завёл много друзей в исправительном учреждении „Рэуэй Стэйт“».
Шэннон упомянут в В погоне за Эми, когда Алисса Джонс говорит, что занималась сексом с ним в колледже, только чтобы записать видео. В комиксе Клерки. фото Шэннона замечено на коробке молока с объявлением о его пропаже.

### Триция Джонс (Tricia Jones)
Трицию Джонс играет Рене Хамфри. Триция 15-летняя сестра Алиссы Джонс, автор книги «Борегазм» — исследование либидо мужчин в возрасте от 14 до 35 лет, по которой позже был снят фильм.
При написании книги она вела журнал всех мужчин, с которыми она занималась сексом и соответствующие видеозаписи. Одна из таких плёнок помогла Броуди Брюсу вернуть свою экс-подругу Рене (см. выше).
В комиксе В погоне за Догмой Джей и молчаливый Боб живут у Триции, которая выгоняет их через месяц (после того, как Джей подглядывал за ней в душе). Так же говорится, что она переспала с молчаливым Бобом ради исследования для «Борегазм».
Триция кратко упомянута в В погоне за Эми, когда её сестра Алисса Джонс говорит Холдену МакНилу по телефону, что её «сестра приехала в городе», на что МакНил отвечает: «та, которая написала книгу?». Также Трицию можно увидеть в Джей и молчаливый Боб наносят ответный удар, когда они с Алиссой обсуждают фильм Пыхарь и Хроник в кино, выходя из кинотеатра после сеанса.

### Гвен Тёрнер (Gwen Turner)
Гвен Тёрнер играет Джой Лорен Адамс. Тёрнер экс-подруга Ти-Эс Куинта. Несмотря на его постоянные обманы, она всё ещё считает, что он был бы выгодой парой.
В Лоботрясах Гвен в основном появляется с Ти-Эс и Броуди. Когда она переодевается в кабинке магазина, туда влетает молчаливый Боб, пробив стену головой. Также она влияет на историю, когда убеждает Брэнди Свеннинг (Клэр Форлани), что Ти-Эс фактически идеальный бойфренд.
Гвен была упомянута и в других работах «View Askew Productions». В В погоне за Эми Алисса Джонс упомянула, что она оставила свой выпускной, чтобы заняться сексом с 26-летним парнем и Гвен в лимузине, который арендовали её родители (это что-то вроде шутки, так как и Тёрнер, и Джонс играла одна и та же актриса). Кроме того, в комиксе Где говядина? Рэндэл упоминает, что Данте Хикс попытался произвести на Гвен впечатление, поднявшись на крышу дома в костюме Бэтмена.

### Ла Форс (LaFours)
Ла Форса играет Свен-Оле Торсен. Ла Форс работает главным охранником в супермаркете, в котором происходит действие фильма. Он заклятый враг Джея и молчаливого Боба. Он также замечен имеющим секс с Трицией Джонс. В концовке фильма он приобретает подписанную книгу Триции (и возможно даже начал роман с нею).
Мы также видим Ла Форса на обложке комикса Пыхарь и Хроник.
Ла Форс — историческая кино-ссылка на Джо Ле Форса из Бутч Кэссиди и Санденс Кид.

### Ти-Эс Куинт (T.S. Quint)
Ти-Эс Куинта играет Джереми Лондон. В фильме у Ти-Эса проблемы с его девушкой Брэнди Свеннинг (Клэр Форлани), которую чересчур оберегает её отец Джаред Свеннинг. Он пытается убедить её поехать с ним во Флориду на аттракцион «Челюсти показываются из воды», находящуюся на Universal Studios, но она отказывает ему.
Переполненный отчаянием Ти-Эс, присоединяется к своему другу Броуди Брюсу во время однодневной поездки в торговый центр Иден-Прери. Они понимают, что «Правда или свидание» мистера Свеннинга снимается живьём в торговом центре этим вечером. Будучи выгнанными охраной центра по распоряжению Свеннинга, Броуди и Ти-Эс идут за советом к обнаженному по пояс экстрасенсу, после чего возвращаются в Иден-Прери, чтобы остановить шоу. Дуэт успешно саботирует шоу и Ти-Эс наконец делает предложение Брэнди, заканчивающееся поцелуем.
В эпилоге к фильму показано, что Ти-Эс и Брэнди женились после того, как они получили высшее образование в «Universal Pictures» во Флориде. Свой первый поцелуй в качестве мужа и жены они делают как в фильме «Челюсти», высовываясь из воды.

### Стив-Дэйв Пуласти и Уолт «Фанат» Гровер (Steve-Dave Pulasti and Walt «the Fanboy» Grover)
Стива-Дэйва Пуласти и Уолта «Фаната» Гровера играют давние друзья Смита Брайан Джонсон и Уолт Фланаган соответственно.
Стив-Дэйв работает в «Комикс тост», магазине комиксов в торговом центре Иден-Прери, с Уолтом, являющимся лояльным клиентом и лакеем. Этих двоих можно увидеть в толпе протестующих против абортов в Догме, а также в вырезанных сценах в В погоне за Эми и Джей и молчаливый Боб наносят ответный удар, и сердито выходящих из кинотеатра после сеанса Пыхарь и Хроник, Стив-Дэйв жалуется на то, что Голливуд никогда хорошо не экранизирует комиксы. Также они иногда появляются в появления в мультсериале Клерки..
Стив-Дэйв и Уолт появились в большинстве комиксов, основанных Askewniverse. Уолт также мог быть связан с Элиасом Гровером, поскольку у них одна фамилия. В комиксе Клерки. эти двое замечены продающими игрушечные фигурки Звёздных войн.
Есть игрушечные фигурки этих двух персонажей.

### Джаред Свеннинг (Jared Svenning)
Джареда Свеннинга играет Майкл Рукер. Отец Брэнди Свеннинг девушки Ти-Эса. Джаред враждует с Ти-Эсом на протяжении всего фильма, он очень рад тому, что Брэнди и Ти-Эс расстались. Он отвечает за телевикторину «Правда или свидание», снимающейся в местном торговом центре. Во время встречи с Броуди (перед которой Броуди специально засунул себе в задницу руку), Джаред пожимает его руку, после чего ест этой рукой шоколадные печенья. В итоге он отравился, а его шоу сорвалось.

### Уильям Блэк (Willam Black)
Уильяма играет Итан Сапли. Во время всего фильма он пытается увидеть парусник на автостереограмме. В конце фильма он всё-таки его находит, хотя сам кажется удивлённым.

## В погоне за Эми(1997)

### Холден МакНил (Holden McNeil)
Холдена МакНила играет Бэн Аффлек. МакНил — главный герой в фильме, соавтор комикса Пыхарь и Хроник. Весь фильм он пытается развить отношения с Алиссой Джонс, которая является лесбиянкой.
Холден также появляется в Джей и молчаливый Боб наносят ответный удар. Он живёт в маленьком амбаре и рассказывает Джею и Бобу об интернете. В другой сцене он смотрит телевизор, по которому говорят, что Джея и Боба считают террористами, на что он говорит: «Это как во времена, когда я расстался с лесбиянкой».

### Бэнки Эдвардс (Banky Edwards)
Бэнки Эдвардса играет Джейсон Ли. Бэнки лучший друг и соавтор Холдена МакНила в создании хитового комикса Пыхарь и Хроник с ним. На протяжении всего фильма он замечен в неосведомленности в гомосексуализме и ненависти к геям, что в конечном счёте приводит к разрыву его с Холденом дружбы.
Бэнки также появляется в Джей и молчаливый Боб наносят ответный удар, в котором он продал эксклюзивные права для экранизации Пыхарь и Хроник. В итоге Бэнки соглашается дать Джею и Бобу часть своей прибыли в обмен на выпуск фильма. Однако, фильм оказывается огромным провалом, который эффективно заканчивает короткую карьеру Эдвардса.
В В погоне за Эми к Бэнки обращается случайный поклонник комиксов (играемый Скоттом Мосье), назвав его «трассировщиком» («a tracer»), что почти приводит к драке. В удалённой сцене из Джей и молчаливый Боб наносят ответный удар поклонник возвращается и снова называет Бэнки трассировщиком, что в этот раз приводит к более сильной драке.

### Хупер ЛаМанте (Hooper LaMante)
Хупер ЛаМанте (a.k.a. Хупер Экс) известен как один из первых темнокожих персонажей во вселенной View Askewniverse. Его играет Дуайт Юэлл. Хупер — гей. Он назван в честь персонажа Ричарда Дрейфуса Мэтта Хупера из фильма Челюсти, огромным поклонником которого является Кевин Смит. Во время фильма он советует Холдену принять сексуальную ориентацию Алиссы и стараться не волноваться об этом.
Хупер замечен в конце Джей и молчаливый Боб наносят ответный удар, выходящим с Бэнки с премьеры фильма Пыхарь и Хроник.

## Догма(1999)

### Вифания Слоун (Bethany Sloane)
Вифанию Слоун играет Линда Фиорентино. Вифания родилась в 1961 году (во время событий фильма ей 35 лет) и была воспитана в традициях Римской-католической церкви. Когда ей было пять лет, её сосед Брайан Джонсон помочился ей на руку (Брайан умер от лейкемии через два года после этого). Она не говорила никому об этом инциденте, пока о нём не рассказал ей Руфус 30 лет спустя
После окончания средней школы Вифания поступила в Университет Карнеги-Меллон в Питтсбурге вместе с её школьным возлюбленным Бреттом Уэйтсом. После того как Вифания забеременела от него в 1981 году, она решает сделать аборт. Однако ему она говорит, что у неё был выкидыш.
После окончания университета Вифания и Бретт женятся и пытаются завести семью. Однако, из-за аборта Вифания не может иметь детей. После того, как Вифания признаётся Бретту, рассказывая ему что действительно произошло, они разводятся, а позже он женится на другой женщине.
В то время как Вифания говорит со своей матерью о её личных кризисах, она теряет свою веру в Бога. Вскоре после этого Вифания обосновывается в МакГенри, Иллинойс и работает в абортарии. Однако, её вера восстановлена, когда она принята на работу Метатроном (Алан Рикман) для спасения Мира от двух падших ангелов, одновременно узнавая, что она — последний живущий потомок Иисуса Христа. В конце фильма она забеременела, что явилось даром Божьим за её усилия.

### Бартлби и Локи (Bartleby and Loki)
Бартлби и Локи играют Бэн Аффлек и Мэтт Деймон соответственно. Бартлби назван в честь героя короткой истории «Ростовщик Бартлби» (Bartleby the Scrivener), а Локи в честь одноимённого норвежского бога.
Бартлби подружился с ангелом смерти Локи в самые ранние дни существования Земли. Они решили выпить, после того, как Локи закончил убиение египетских первенцев. Во время пьяной беседы Бартлби убедил Локи, что тот должен перестать убивать людей во имя Бога. Локи отнёсся к совету слишком серьёзно и предстал перед Богом, бросив к его ногам свой меч. Бог, разгневанный этим поступком, выгоняет этих двоих из Рая навечно в место хуже, чем Ад — в Висконсин! Падшие ангелы находят лазейку для возвращения в Рай, благодаря индульгенции церкви Нью-Джерси, празднующей своё столетие. Как гласит пиар-акция: все, кто пройдёт сквозь арку церкви, получают отпущение всех грехов.
После неудачи в автобус они встречают демона Азраила (Джейсон Ли), который говорит им о том, что их планам может помешать Последний Наследник, Вифания Слоун. Они садятся на поезд в Нью-Джерси, в которого случайно оказывается Вифания и её друзья. В итоге завязывается потасовка, в результате которой ангелов выкидывают из поезда Джей и молчаливый Боб. Несмотря на это, они вовремя прибывают в Нью-Джерси, как раз к празднованию столетия церкви. Они убивают всех на мероприятии, зная, что их души очистятся, как только они войдут в церковь. Вифания с друзьями находят пьяного бескрылого Локи окружённого трупами, в то время как Бартлби летает в небе. Когда Бартлби объявляет им о своём плане, Локи пытается помешать Бартлби, потому что потеряв крылья Локи становится человеком и у него появляется совесть. Бартлби откидывает Локи в сторону, убивая его. После того, как Джей отстреливает его крылья, Бартлби направляется в церковь, но его останавливают Метатрон и сама Бог (Аланис Мориссетт). Бартлби убит звуком Её голоса, все другие люди, закрывают уши в то время, когда это происходит.

### Кардинал Глик (Cardinal Glick)
Кардинала играет легендарный стендап комик Джордж Карлин.
Глик — глава католической церкви в Нью-Джерси, которая празднует своё столетие. В надеждах получить широкую огласку этого события, Глик объявляет пиар-акцию Католицизм — это круто!, которую он использует, чтобы обновить Католическую церковь и привлечь туда молодое поколения. Главный символ кампании Дружище Христос, которого Глик преподносит как более реалистичное описание Иисуса Христа, чем в обыденном понимании. Его кампания почти сорвана, когда главные герои фильма Вифания, Руфус, Джей и молчаливый Боб пытаются остановить празднование столетие, чтобы два падших ангела Бартлби и Локи не могли осуществить их план. Глик отказывается помочь Вифании и её друзьям из-за веры в свою акцию. Ангелы попадают на празднование и убивают всех, включая Глика.
Джордж Карлин также появился в Джей и молчаливый Боб наносят ответный удар в роли автостопщика. Возможно, что это Глик, но нигде это неуказанно.

## Клерки: анимационный сериал(2000)

### Леонардо Леонардо (Leonardo Leonardo)
Леонардо Леонардо озвучивает Алек Болдуин. Леонардо — миллиардер и главный злодей в мультсериале. В первом эпизоде показано, что в начале 1800-х годов прадед Леонардо Бернардо Леонардо купил землю у индийцев за 14,8 миллионов долларов. Сам Леонардо достиг своего состояния несколько десятилетий назад, когда он исследовал Канаду и приобрёл права на канадские минералы в обмен на представление вируса полиомиелита местным жителям. Леонардо возвращается в свой родной город и открывает гипермаркет «Более быстрая остановка», в попытке разорить Данте и Рэндэла. Его план терпит неудачу, когда они сокращают свои цены на 75 %. Ему не удаётся нанять клерков к себе на работу, даже предложив им все льготы, фондовые опционы и место в колледже. Позже Данте и Рэндэл обнаруживают истинные причины возвращения в город Леонардо: он хочет сделать свой гипермаркет главным туристическим центром Нью-Джерси, разорив все магазины и всех жителей городка. Данте и Рэндэл мешают плану Леонардо, а «Более быстрая остановка» случайно разрушена Джеем и молчаливым Бобом.

### Мистер Плаг (Mr. Plug)
Мистер Плаг — дворецкий Леонардо Леонардо, которого озвучивает Дэн Этеридж. Плаг — это пародия на Оджобба из фильма Голдфингер.

### Ландо (Lando)
Ландо озвучивает Марио Джойнер. Ландо — афроамериканец, введённый Данте и Рэндэлом в сериал в ответ на письмо зрителя, спрашивающее, почему в шоу нет темнокожих персонажей. Назван в честь Ландо Калриссиана — персонажа из Звёздных войн. Ландо появляется в двух эпизодах, часто просто проходящим в кадре.

### Чарльз Баркли (Charles Barkley)
Чарльз Баркли озвучивает сам себя. Баркли — реальный человек, бывший баскетболист, звезда НБА, который появляется в окончании эпизодов, пытаясь обучить детей. Однако, Джей и молчаливый Боб всегда выгоняют его. В одном эпизоде он появляется как игрок баскетбольной команды, которая является членами жюри присяжных на суде между Джеем и Данте.

## Джей и Молчаливый Боб наносят ответный удар(2001)

### Маршал Уилленхолли (Marshal Willenholly)
Федеральный маршал дикой природы Уилленхолли назван в честь трёх главных героев детского сериала Земля потерянных Рика Маршала, Уилли и Холли. В удалённой сцене Уилленхолли назвал агента ФБР (Адам Каролла) по имени Сид Н. Марти — это ссылка на Сида и Марти Кроффт, создателей Земли потерянных. Маршала играет Уилл Феррелл.
После того, как герои фильма воруют драгоценные камни, Уилленхолли прибывает на место преступления, чтобы расследовать меньшее преступление — кражу орангутанга по имени Сюзанна из лаборатории испытания на животных средств «Provasic». Уилленхолли вместе с шерифом полиции Юты (Джадд Нельсон) окружают кафе, в котором находятся похитители (Джей и молчаливый Боб). Джей и Боб выходят из кафе с Сюзанной одетой как ребёнок, утверждая, что она — их гомосексуальный внебрачный ребёнок. Уилленхолли позволяет им уйти, не сразу понимая, что этот «ребёнок» на самом деле обезьяна. Поняв свою ошибку, Уилленхолли преследует их до канализационных коллекторов. Сюзанне удаётся обмануть Уилленхолли и он выпрыгивает из трубы в водопад, а она, Джей и Боб уходят от погони.
Позже Уилленхолли мокрый с головы до пят добирается до полицейского участка, где он узнаёт, что Джей и Боб едут в Голливуд. Для поиска похитителей он отправляется на студию «Miramax», где с ним случается ряд фатальных неудач. Когда Уилленхолли находит их на съёмках фильма Пыхарь и Хроник, он участвует в перестрелке с женской бандой, которая на самом деле совершила грабёж. После обезвреживания трёх членов банды, четвёртая преступница Джастис (Шеннон Элизабет) отдаёт Уилленхолли алмазы, признаётся в грабеже и просит смягчить судебный приговор так, чтобы она могла выйти как можно быстрее, чтобы быть с Джеем. Уилленхолли, надеясь на повышение, соглашается. Уилленхолли и Джастис замечены выходящие с премьеры фильма Пыхарь и Хроник, Уилленхолли единственный персонаж, который сказал что-то хорошее о фильме. Он также замечен танцующий на концерте Моррис Дэй и The Time.

## Клерки 2(2006)

### Бекки Скотт (Becky Scott)
Бекки или Бекс (как её зовут Данте и Рэндэл) сыграла Розарио Доусон. Бекки — главный герой женского пола в фильме, она менеджер закусочной «Муби», в которой работают Данте и Рэндэл. Бекки не верит в романтическую любовь, обвиняя общество в торговле браком и семьёй для поддержки экономики.
В течение фильма она развивает отношения с Данте, они часто беседует друг с другом в её офисе. Когда Данте говорит ей, что не умеет танцевать, и она предлагает преподать ему несколько уроков под песню «Jackson 5» «ABC». Во время танца она говорит ему, что беременна от него, так как у них был секс несколько недель назад. В конце фильма Данте разрывает отношения с Эммой и делает предложение Бекки в «Муби». Она соглашается и помогает Данте и Рэндэлу вновь открыть «Быструю остановку».

### Элиас Гровер (Elias Grover)
Элиаса Гровера играет Тревор Фермэн. Элиас — 19-летний рождённый заново христианин, сотрудник «Муби». Элиас одержим фильмами Властелин колец и Трансформеры, за что подвергается шуткам со стороны Рэндэла. Рэндэл настаивает, на том что после того, как Данте уедет во Флориду, Элиас будет его новым лучшим другом. Элиас напивается во время ослиного шоу (тип сексуального выступления, чаще всего ассоциируется с мексиканской Тихуаной, где проходят шоу, в которых женщина участвует в зоофилии с ослом.), которое Рэндэл устроил в «Муби», несмотря на свои религиозные взгляды, Элиас замечен мастурбирующим во время шоу. В конце фильма он устраивается на работу в видеосалон «RST».

### Эмма Бантинг (Emma Bunting)
Эмму Бантинг играет Дженнифер Швалбах-Смит, жена Кевина Смита. В начале фильма она помолвлена с Данте, они собираются переезжать во Флориду на следующий день, чтобы жить в новом доме и управлять автомойкой. Она носит футболку, на которой написано «Миссис Хикс». Рэндэл рассматривает Эмму как угрозу его дружбе с Данте. В середине фильма Данте влюбляется в Бекки. Эмма приезжает ночью в ресторан с пирогом и видит, что они целуются. Она бросает своё обручальное кольцо в Бекки, а пирог в Данте и убегает.

### Лэнс Даудс (Lance Dowds)
Лэнса Даудса играет Джейсон Ли. Над ним часто насмехались в средней школе, где он получил прозвище «Попогурец» после того как старшеклассники засунули ему в зад соленый огурец. После получения высшего образования он основал поисковую систему под названием MadDucats.com и продал её Amazon.com за 20 миллионов долларов, что сделало его интернет-мультимиллионером. Он появляется всего в одной сцене, где он насмехается над Данте и Рэндэлом, прежде чем заказать у них еду, говоря, что они до сих работают в забегаловках за маленькую зарплату. В ответ на это Рэндэл добавляет мёртвых мух в его гамбургер и кладёт лёд из писсуара в его напиток. Лэнс, однако, отдаёт еду Джею и молчаливому Бобу, которые съедают её снаружи.

### Сексуальный жеребец (The Sexy Stud)
Сексуального жеребца играет Зак Натсон. Он появляется в конце фильма во время ослиного шоу. Рэндэл сначала думал, что женщина собирается заняться сексом с ослом, а Жеребец сутенёр (Рэндэл думал, что Келли — воображаемое женское имя, а осёл — это Сексуальный жеребец). Однако, Сексуальный жеребец сказал, что осла зовут Келли, в то время как он сам Сексуальный жеребец. Он исполнил половой акт с ослом, который ужаснул Бекки, Данте, Рэндэла, Джея и молчаливого Боба. Однако, Элиас, который также смотрел шоу, был слишком пьяный, чтобы знать, что не было никакой женщины на шоу. В результате шоу Данте, Рэндэл, Элиас, Джей, Боб и Сексуальный жеребец арестованы. Даже притом, что он выпущен из тюрьмы наряду с другими, Жеребец вынужден заплатить штраф за свои действия.